# Alive! (album de Kiss)
Pour les articles homonymes, voir Alive.
Albums de Kiss
Dressed to Kill
(1975) Destroyer
(1976)
Singles
1. Rock and Roll All Nite (live)
Sortie : 14 octobre 1975

Alive! est le quatrième enregistrement et le premier album live du groupe de hard rock Kiss. Il est sorti en septembre 1975 sur le label Casablanca Records et a été produit par Eddie Kramer.

## Historique
Sorti le 10 septembre 1975, ce double-disque contient des versions live de morceaux issus de leurs trois premiers albums studio : Kiss, Hotter Than Hell et Dressed to Kill. L'enregistrement final consiste en un assortiment d'extraits de plusieurs concerts donnés à Detroit, Wildwood, Cleveland, et Davenport. L'album sera mixé et produit par Eddie Kramer aux Studios Electric Lady à New York.
Alive! est le disque qui a inauguré la percée de Kiss sur le marché de la musique et est considéré comme le point de départ de leur succès. Il est le premier album du groupe à entrer dans le top 10 du Billboard 200 (dans lequel il resta classé 110 semaines) et a été certifié disque d'or au Canada et aux États-Unis. De par son influence et sa postérité, Alive! est classé à la 159e place des 500 plus grands albums de tous les temps par le magazine Rolling Stone.

## Liste des titres
Face 1
| No | Titre            | Auteur                | Chanteur(s)  | Durée |
| -- | ---------------- | --------------------- | ------------ | ----- |
| 1. | Deuce            | Gene Simmons          | Gene Simmons | 3:32  |
| 2. | Strutter         | Paul Stanley, Simmons | Paul Stanley | 3:12  |
| 3. | Got to Choose    | Stanley               | Stanley      | 3:35  |
| 4. | Hotter Than Hell | Stanley               | Stanley      | 3:11  |
| 5. | Firehouse        | Stanley               | Stanley      | 3:42  |

Face2
| No | Titre             | Auteur                   | Chanteur(s)                   | Durée |
| -- | ----------------- | ------------------------ | ----------------------------- | ----- |
| 6. | Nothin' to Lose   | Simmons                  | Simmons, Stanley, Peter Criss | 3:23  |
| 7. | C'mon and Love Me | Stanley                  | Stanley                       | 2:52  |
| 8. | Parasite          | Ace Frehley              | Simmons, Stanley              | 3:21  |
| 9. | She               | Simmons, Stephen Coronel | Simmons, Stanley              | 6:42  |

Face 3
| No  | Titre         | Auteur           | Chanteur(s)    | Durée |
| --- | ------------- | ---------------- | -------------- | ----- |
| 10. | Watchin' You  | Simmons          | Simmons        | 3:51  |
| 11. | 100,000 Years | Stanley, Simmons | Stanley        | 12:10 |
| 12. | Black Diamond | Stanley          | Criss, Stanley | 5:50  |

Face 4
| No  | Titre                    | Auteur           | Chanteur(s) | Durée |
| --- | ------------------------ | ---------------- | ----------- | ----- |
| 13. | Rock Bottom              | Stanley, Frehley | Stanley     | 4:59  |
| 14. | Cold Gin                 | Frehley          | Simmons     | 5:43  |
| 15. | Rock and Roll All Nite   | Stanley, Simmons | Simmons     | 4:23  |
| 16. | Let Me Go, Rock 'n' Roll | Stanley, Simmons | Simmons     | 5:45  |

## Composition du groupe
- Paul Stanley - guitare rythmique, chant.
- Gene Simmons - basse, chant.
- Ace Frehley - guitare solo
- Peter Criss - Batterie, chœurs.

## Charts & certifications
| Pays        | Durée du classement | Meilleur classement |
| ----------- | ------------------- | ------------------- |
| Canada      | 29 semaines         | 3e                  |
| États-Unis  | 110 semaines        | 9e                  |
| Norvège     | 1 semaine           | 31e                 |
| Royaume-Uni | 2 semaines          | 49e                 |
| Suède       | 6 semaines          | 22e                 |

| Pays       | Certification | Ventes    | Date       |
| ---------- | ------------- | --------- | ---------- |
| Canada     | Or            | 50 000 +  | 01/02/1976 |
| États-Unis | Or            | 500 000 + | 04/12/1975 |